# Lecanora aberrata
Lecanora aberrata är en lavart som först beskrevs av Stirt., och fick sitt nu gällande namn av Elix. Lecanora aberrata ingår i släktet Lecanora och familjen Lecanoraceae.   Inga underarter finns listade i Catalogue of Life.